# Абрахам Ерасмус ван Вік
Абрахам Ерасмус ван Вік (англ. Abraham Erasmus van Wyk, 1952—) — південноафриканський систематик рослин. Він відповідав за навчання значної частини активних систематиків рослин у ПАР, а також створив перший електронний додаток для ідентифікації дерев у Південній Африці.

## Біографія
Ван Вік народився в 1952 році в Волмарансстаді, Північно-Західна провінція, ПАР, і виріс на фермі кукурудзи та великої рогатої худоби. У 1973 році він отримав ступінь бакалавра наук (ботаніка, зоологія, фізіологія) в Університеті християнської вищої освіти Потчефструма (PCHO), потім ступінь бакалавра наук (з відзнакою) у 1974 році, диплом про вищу освіту в галузі освіти у 1976 році та ступінь магістра наук (ботаніка) у 1977 році (під керівництвом Д. Дж. Боти). Усі ступені, які він отримав у PCHO, були отримані з відзнакою. Потім він вступив до Преторійського університету, де здобув ступінь доктора філософії з ботаніки, захистивши дисертацію про класифікацію роду Eugenia (Myrtaceae) у південній Африці.
З 1977 року він співпрацює з кафедрою ботаніки Преторійського університету, де в 1989 році був призначений професором ботаніки та куратором гербарію університету імені Г.Г.В.Й. Швайкердта.
Він прочитав багато академічних та публічних лекцій і курсів з різноманітних ботанічних тем. Він також регулярно брав участь у проекті Південноафриканської мережі ботанічного різноманіття (SABONET). Ван Вік із задоволенням робить біологію доступною для громадськості та вже 18 років бере участь у щотижневій науковій програмі на радіо.

## Публікації
Ван Вік публікував роботи, часто разом зі своїми аспірантами, з низки ботанічних піддисциплін, включаючи анатомію, біографію, бібліографію, таксономію, номенклатуру, ембріологію, фітогеографію, палінологію, репродуктивну біологію, фітосоціологію, систематику, флористику та екологію. Він є автором (або співавтором) понад 390 робіт з ботаніки ПАР, включаючи такі книги:
- Field Guide to Wild Flowers of the Highveld[7]
- Field Guide to Trees of Southern Africa[8]
- A Photographic Guide to Wild Flowers of South Africa [9]
- How to Identify Trees in Southern Africa[10]
- Aloes of Southern Africa[11]
- Photo Guide to Trees of Southern Africa[11]

## Відзнаки та нагороди
- Журнал «Квітучі рослини Африки» присвятив ван Віку 65-й том (червень 2017 року)[12].
- Вид Aloe braamvanwykii названо на його честь.
- Срібна медаль з ботаніки від Південноафриканської асоціації ботаніків[6]
- Нагорода Аллена Дайєра від Товариства сукулентів Південної Африки[6]
- Премія Хавенги з наук про життя від Південноафриканської академії мистецтва[6]
- Нагорода за виняткові академічні досягнення від Університету Преторії[6]